# Teito

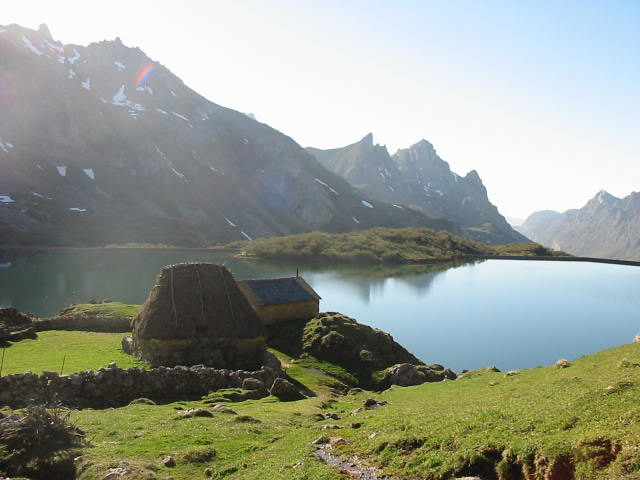
Teito al llac de la vall, a Somiedo.

Un teito o casa de teito (també anomenat teitu, palloza, pallouza o pallaza) és una edificació de pedra amb coberta vegetal composta d'escombres o palla de sègol (generalment cabanes, pallisses, sitges, i també habitatges fins a principis del segle XX). Es tracta d'una construcció típica de l'occident asturià i lleonès, sobretot a la zona de Somiedo, a Astúries, a les comarques lleoneses d'Ancares i la Cabrera, i en l'extrem oriental de Galícia.

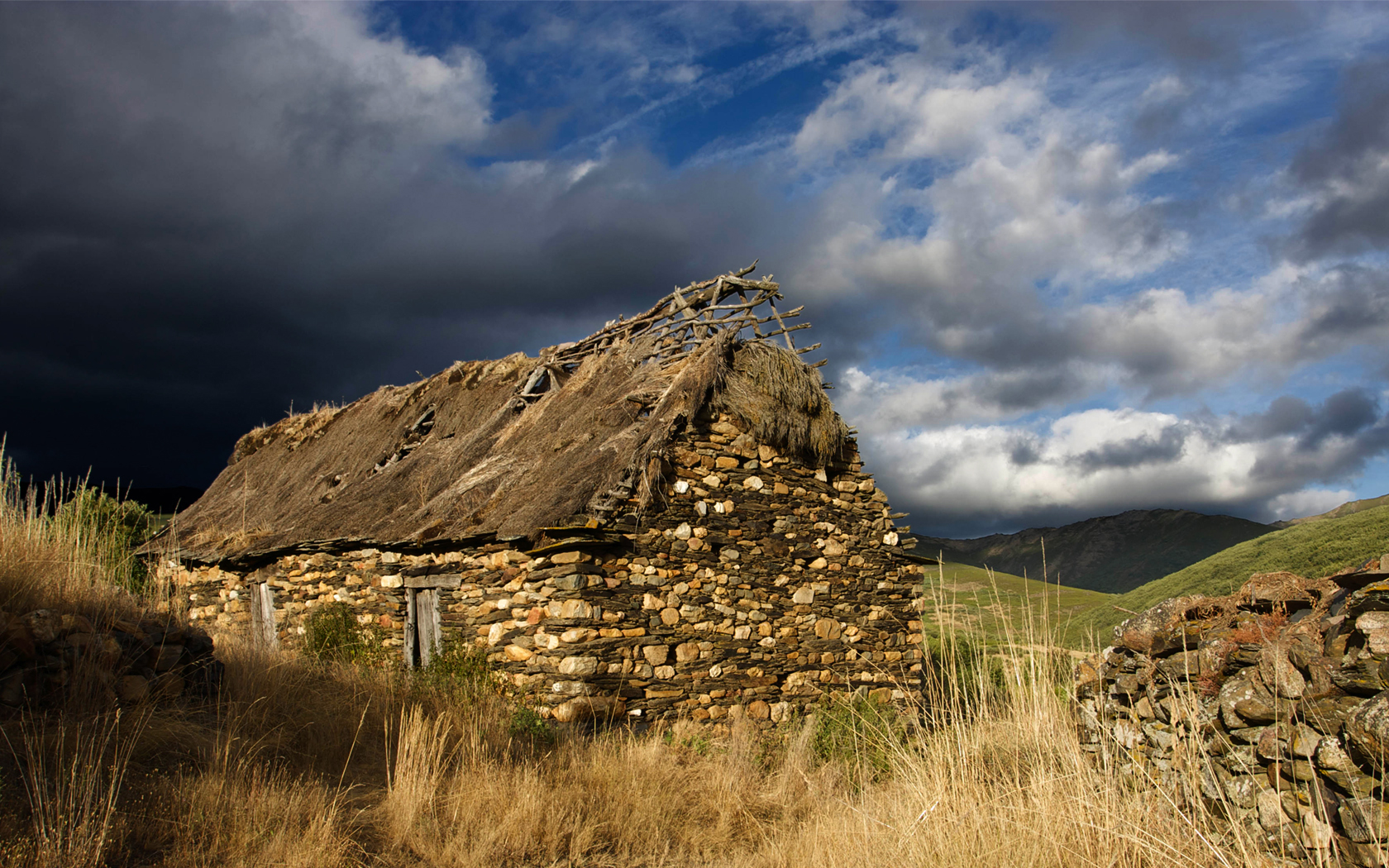
Paller denominat payeiru o nov colmáu en dialecte cabreirés, a Corporales (Lleó), a la comarca lleonesa de la Cabrera.

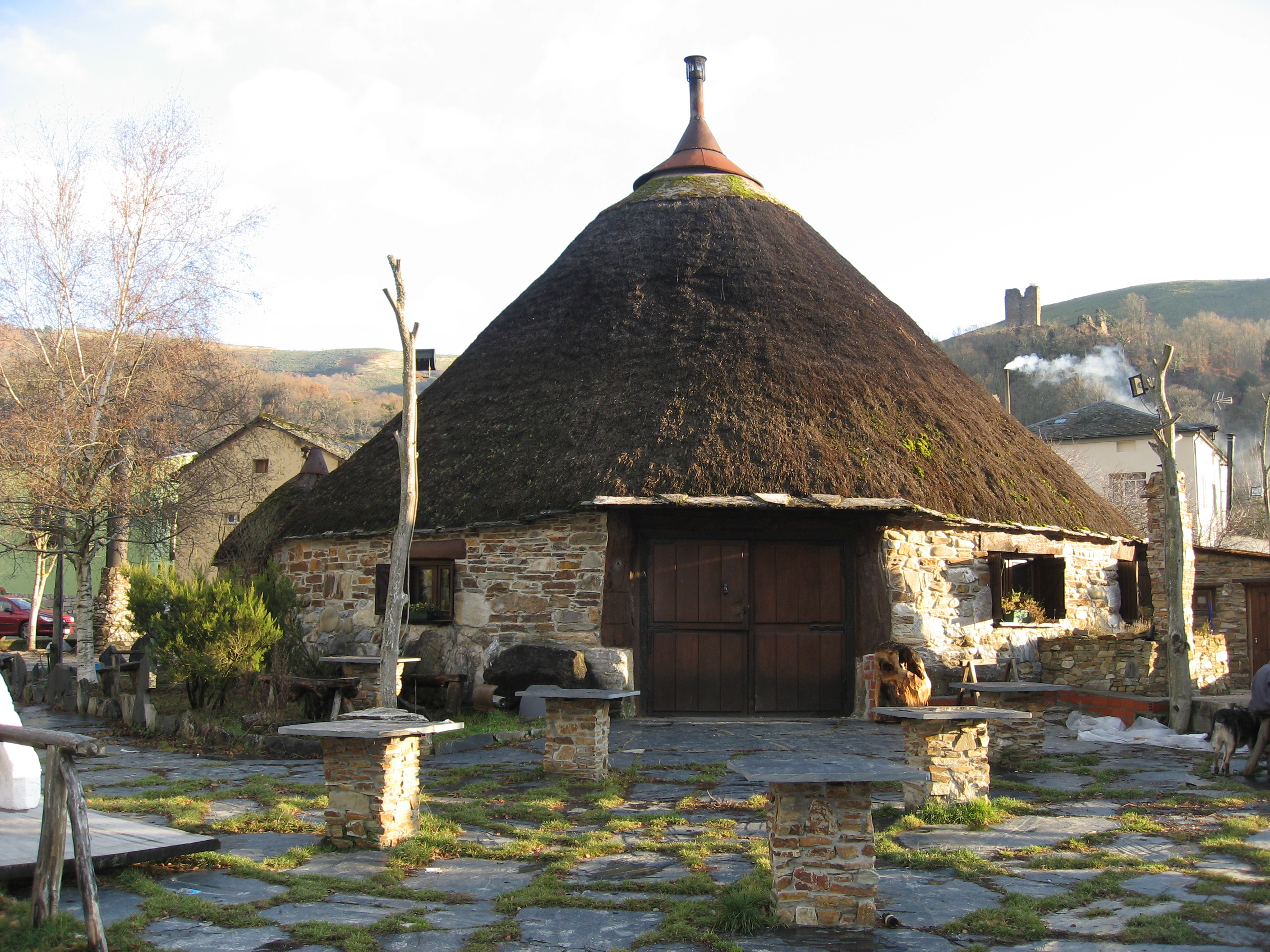
Palloza municipi de Balboa (el Bierzo). Són construccions pètries d'origen astur, amb forma circular o el·líptica. Estaven destinades en part a habitatge i en part a quadra per al bestiar boví. La seva estructura era ideal per resistir els crus hiverns.

Les cabanes de teito van començar sent habitatges conjunts en les quals homes i animals convivien en un mateix espai. Amb el temps, aquests habitatges van començar a comptar amb dos accessos en els quals d'una banda entraven els homes i per altra els animals (vaques i cabres). Al final aquestes cabanes es van modernitzar i van comptar amb dues entrades i dos espais totalment separats. En aquest últim cas les persones habitaven la part de dalt, aprofitant la calor generada pels animals a manera de calefacció, que es trobaven a la part de baix
Segons molts historiadors els teitos es van començar a construir cap al segle xii.
Els teitos asturians van començar sent de planta circular, segons vestigis trobats en diferents excavacions així com edificacions encara avui existents que formen edificacions auxiliars als teitos com poden ser els Cuerres, Cúchares.
Avui en dia l'ajuntament de Somiedo aplica un pla de protecció i estudi d'aquestes edificacions, a més de promoure el curs com el reteitado.

## Morfologia d'un teito
Dins d'un teito asturià podem classificar les següents parts:
- Solera: llindar d'entrada.
- Cantó: pedra vertical que forma la porta.
- Tranqueiru: pedra situada en els laterals de la porta, al mig.
- Sombráu: terrassa que se situa davant de la porta a manera de visera.
- Ventanu: petita finestra de ventilació situada en un lateral de la cabana.
- Nau: les parets laterals que forma el teito.
- Palma: fusta longitudinal situada damunt de la nau a cada costat de la cabana on descansa la teulada.
- Tentemozu: llistons de fusta inclinats que van del palmell als cabrios.
- Tassa: llistons de fusta que van de les creus als cabrios.
- Treme: llistons de fusta a mode de sostre que separen els dos pisos del teito.
- Gabias: fustes que estan unides als cabirons per a conformar una estructura sòlida per a col·locar-lo.
- Buqueirón: finestra a la part superior per la qual s'introdueix l'herba cap al pis superior dins de la cabana.
- Patines: fustes verticals que van de les bigues a les xebes.
- Bigues
- Cabrio: fustes allargades que van des de la palma fins a dalt, que forma l'esquelet de la teulada.
- Xebes: vares que formen el pis superior de la cabana.
- Creu machu: part superior de la teulada on s'ajunten els cabrios.
- Creu FEMA: lloc en el qual queda encaixat el machu.
- Cume: part superior del sostre d'escombra.
- Zarzaneiru d'alantre: frontal del sostre d'escombra situat a sobre de l'entrada principal.
- Zarzaneiru d'enrere: part posterior del sostre d'escombra.